# Bottinoïta
La bottinoïta és un mineral de la classe dels òxids que pertany i dona nom al grup de la bottinoïta. Va ser anomenada en honor de la mina Bottino, on va ser descoberta.

## Característiques
La bottinoïta és un òxid de fórmula química NiSb⁵⁺₂(OH)₁₂(H₂O)₆. Cristal·litza en el sistema trigonal. Els seus cristalls són tabulars en {0001}, amb {1010}, en agregats en forma de rosa i esferulítics, de fins a 3 mm. La seva duresa a l'escala de Mohs és 3,5.
Segons la classificació de Nickel-Strunz, la bottinoïta pertany a «04.FH: Hidròxids (sense V o U), amb H2O +- (OH); octaedres aïllats» juntament amb la brandholzita.

## Formació i jaciments
La bottinoïta es forma adjacent o incrustada a ullmannita en dipòsits hidrotermal oxidats amb base metàl·lica. Va ser descoberta a la mina Bottino, a Stazzema, als Alps Apuans (Província de Lucca, Toscana, Itàlia). També ha estat descrita a Alemanya, França, Espanya, Itàlia i el Regne Unit.